# Липки (Мордовия)
Липки — посёлок в Ромодановском районе Мордовии, центр Липкинского сельского поселения. 

## Расположение
Посёлок находится в 16 километрах к западу от районного центра Ромоданово. Там же, в районном центре, находится ближайшая к посёлку железнодорожная станция «Красный Узел». Высота центра посёлка — 224 метра над уровнем моря.

## История
Посёлок был основан в 1924 году в составе Большеголицынского сельсовета. В 1930-е годы здесь были образованы колхозы имени Серова и «Красный богатырь», преобразованные в 1955 году в укрупнённый колхоз Ленина, который в 1973 году был преобразован в совхоз. С 1995 года —  ГУП «Вырыпаевский», имеющий плодопитомническое, садоводческое и животноводческое направления.

## Население
| 2002 | 2010 |
| ---- | ---- |
| 436  | ↘393 |

В 1931 году в посёлке было 17 дворов. На 2001 год в посёлке проживали 469 человек, преимущественно русские.

## Инфраструктура
В посёлке имеются средняя школа, клуб, библиотека, фельдшерско-акушерский пункт. 